# 工人体育场站
工人体育场站是一个位于中国北京市朝阳区三里屯街道工人体育场北路、新东路、工人体育场东路交叉口，属于北京地铁3号线与17号线的地铁换乘站。17号线车站于2023年12月30日启用，3号线车站于2024年12月15日启用。

## 位置
工人体育场站位于北京工人体育场东北角，即工人体育场北路（东西向）、工人体育场东路（向南）和新东路（向北）交汇的十字路口地下。3号线车站东西向布置于路口西侧，17号线车站南北向跨路口布置。

## 车站设计
17号线与3号线站厅设于同一层，呈T字交叉，17号线站台中部设有通往3号线站台东端的换乘节点供17号线至3号线单向换乘。两线间换乘亦可经由联通站厅实现全程无障碍换乘。
3号线站厅布置有“熊猫踢足球”的壁画，17号线站厅直梯处设有艺术品《英姿勃发》。
| 地面 |                    | 出入口                                        |  |  |
| B1层 | 工人体育场         | 预留疏散通道（暂未开通）                      |  |  |
| B2层 | 工人体育场         | 预留疏散通道（暂未开通）                      |  |  |
| B3层 | 站厅               | 17号线及3号线票务服务、自动售票机、进出站闸机 |  |  |
| B4层 |                    | █ 17号线 往未来科学城北（左家庄）             |  |  |
|      | 岛式站台，左侧开门 |                                               |  |  |
|      |                    | █ 17号线 终点站 下客站台                      |  |  |
| B5层 |                    | █ 3号线 往东四十条（东四十条）                |  |  |
|      | 岛式站台，左侧开门 |                                               |  |  |
|      |                    | █ 3号线 往东坝北（团结湖）                    |  |  |

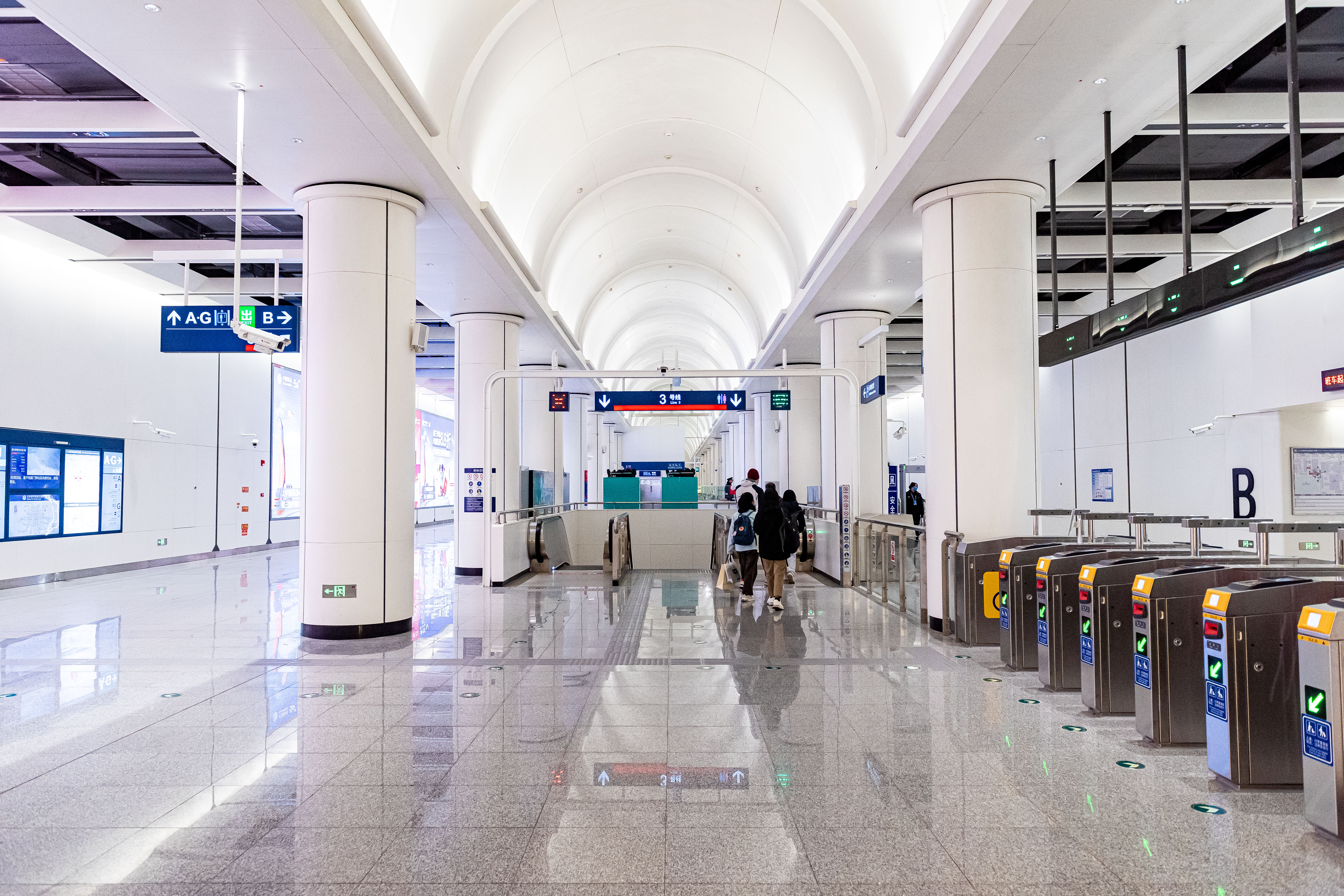
3号线站厅
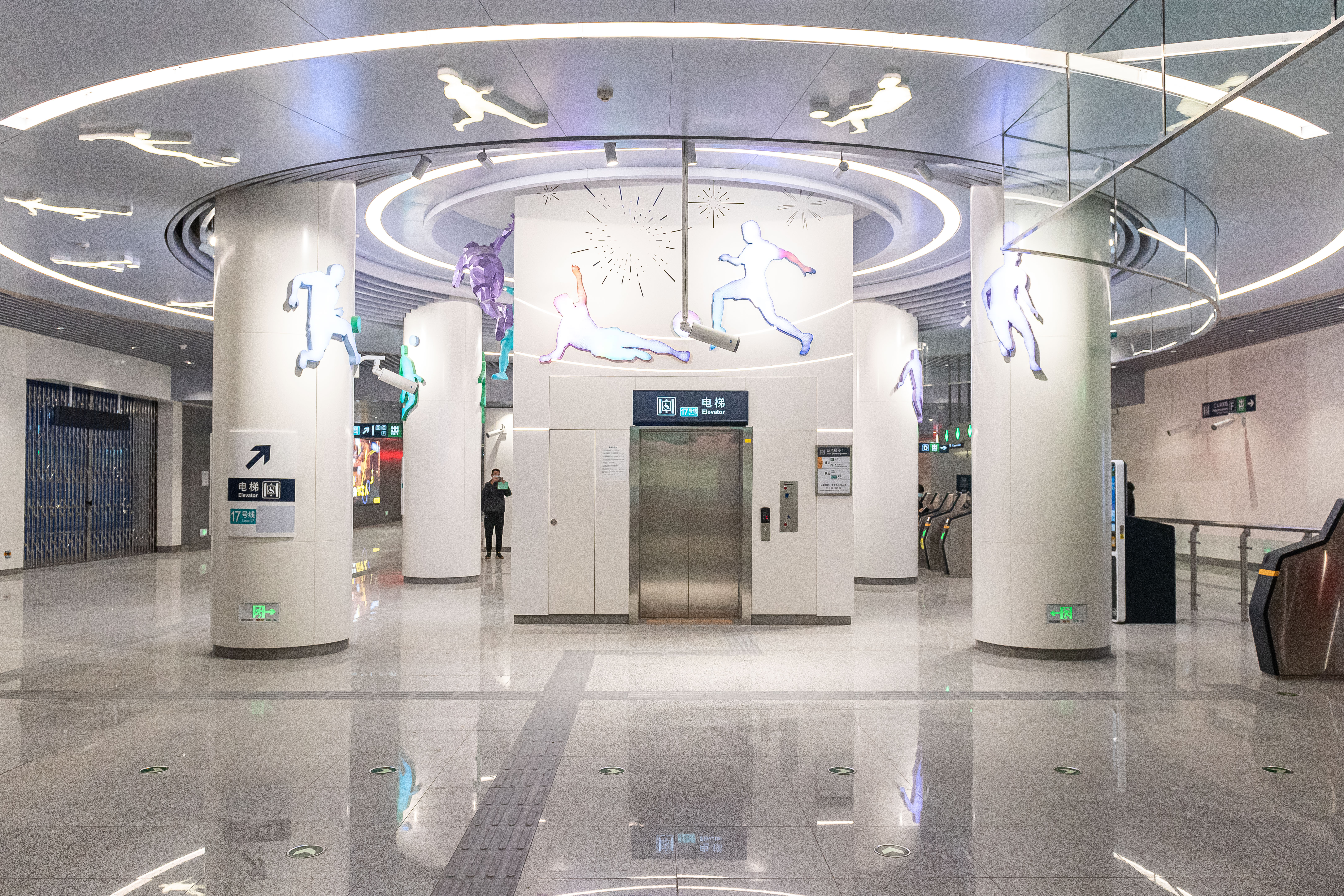
17号线站厅，图片左侧为3号线换乘通道
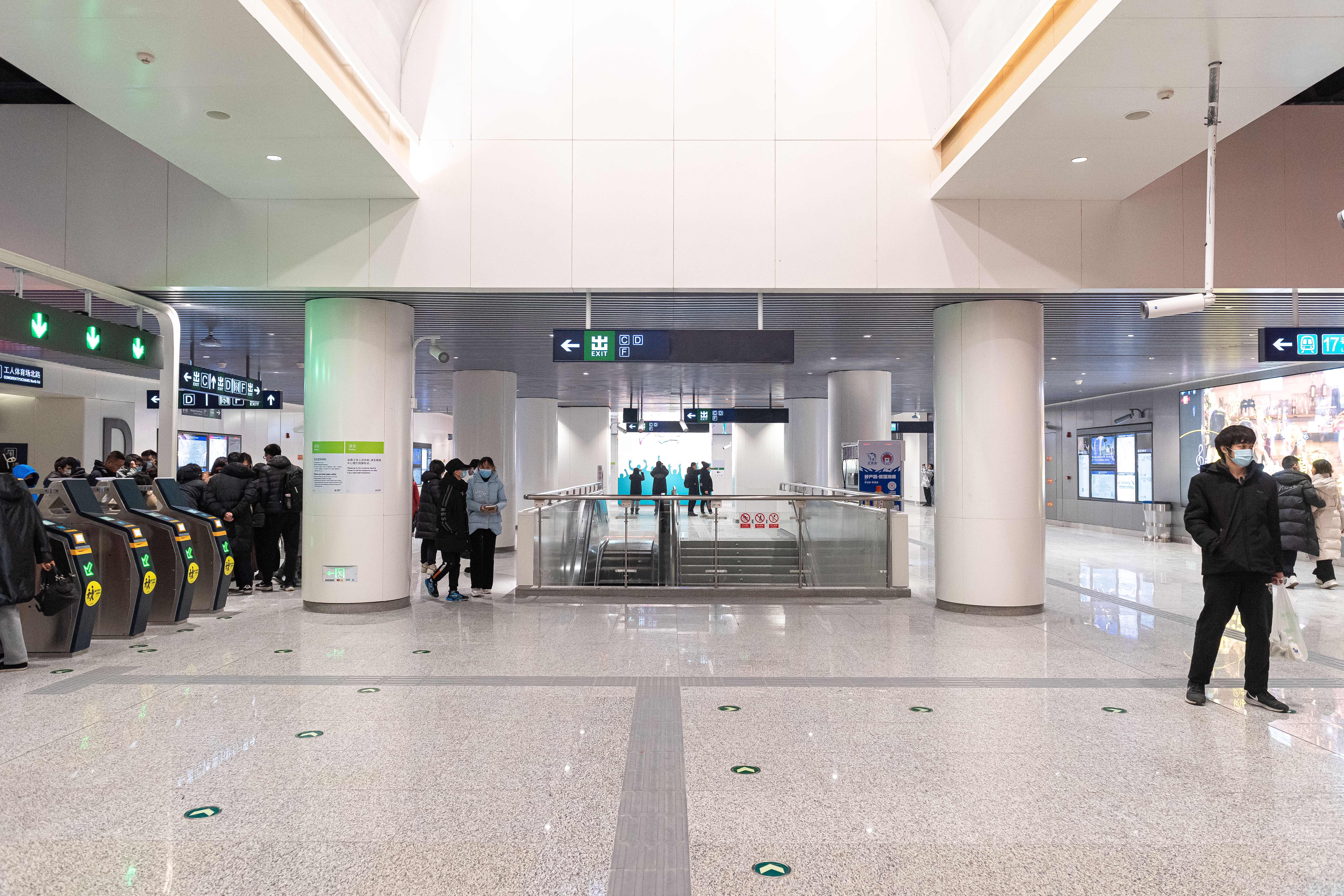
17号线站厅
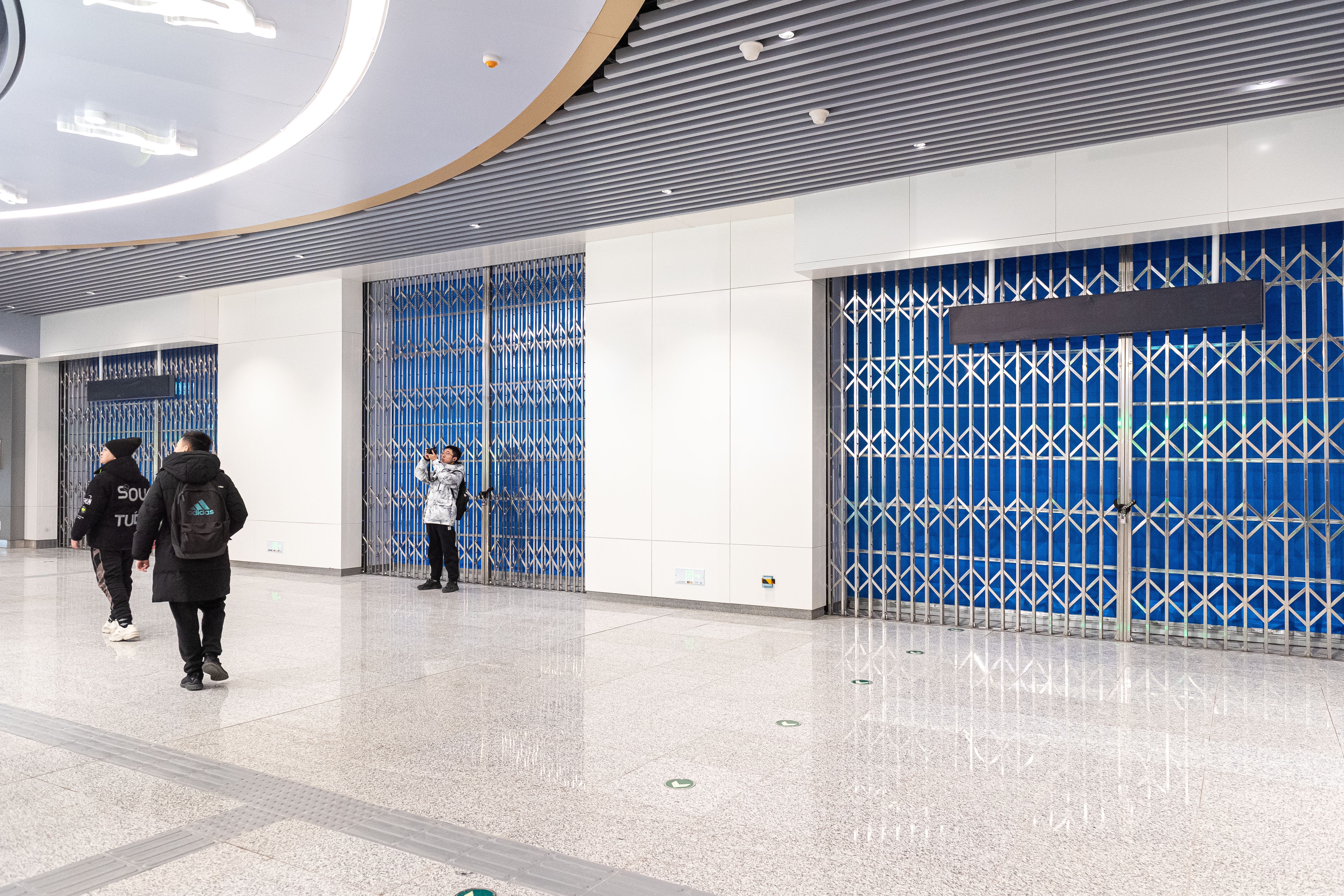
17号线站厅西侧的3号线换乘通道接口
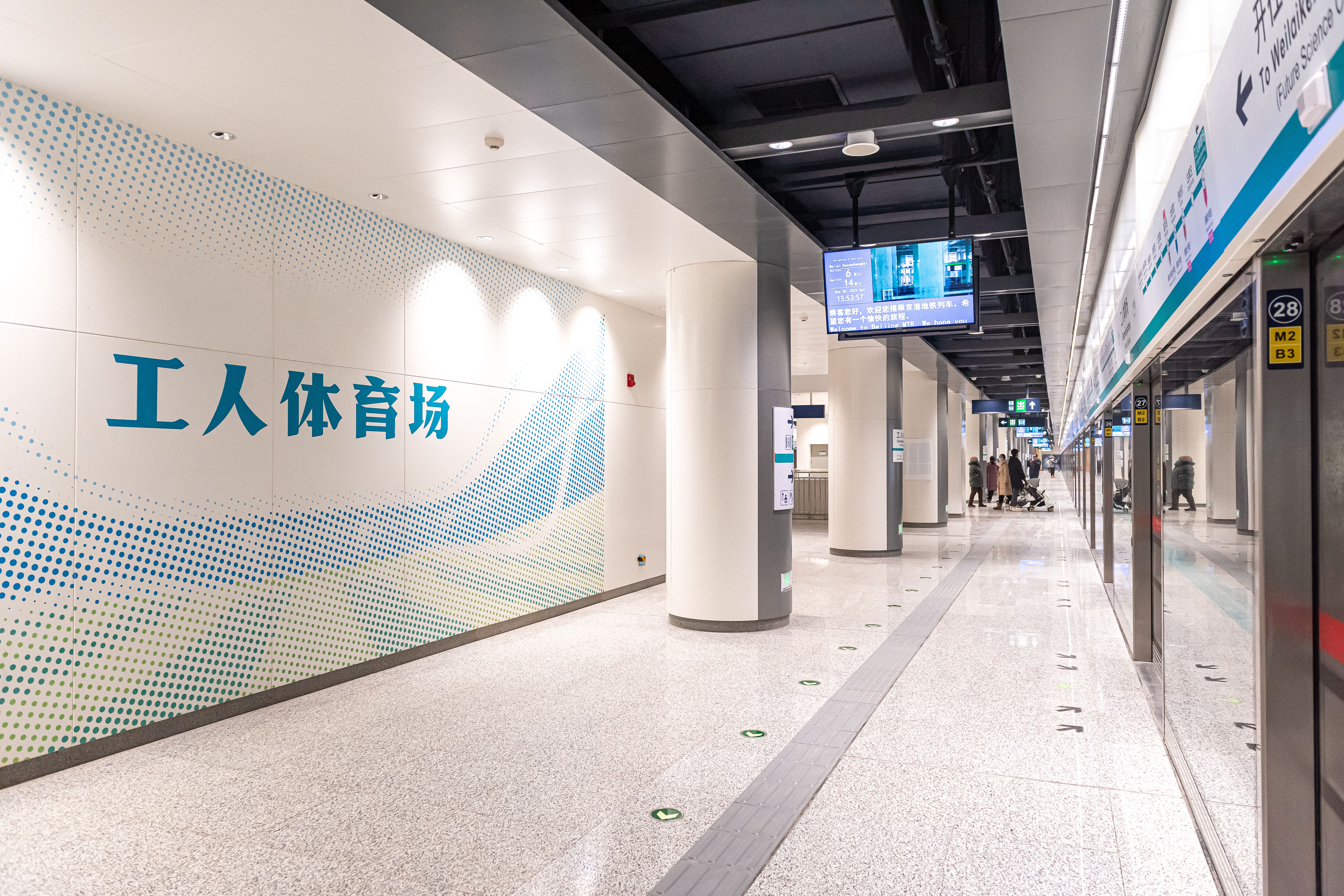
17号线站台大字壁（2023年12月）

## 出入口

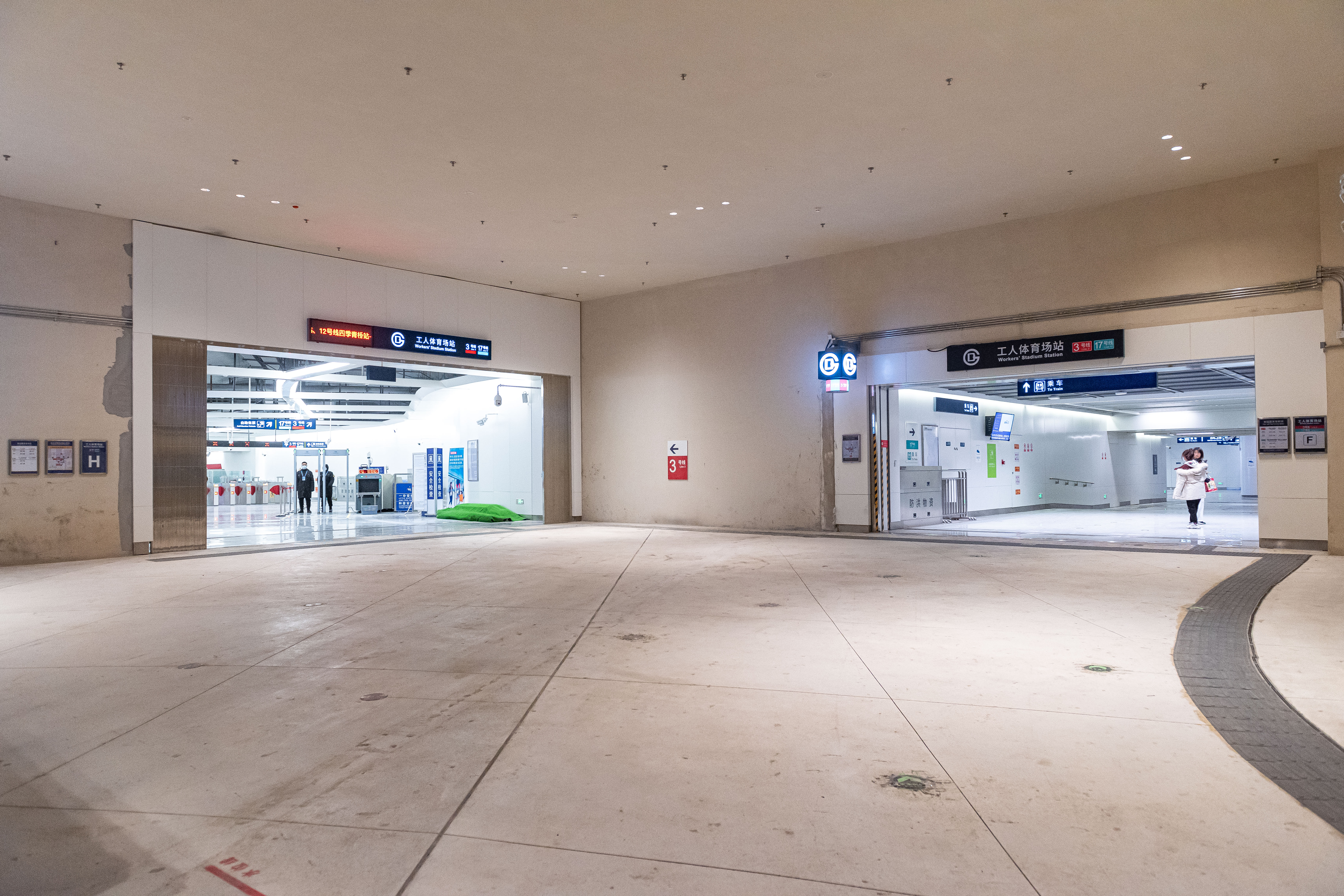
F、H两口在工人体育场下沉广场内紧邻

工人体育场站设有7个出入口，在17号线北段开通时先期开放C、D、F出入口，3号线开通时开放A、B、G、H出入口（其中H口启用时暂需经由F口或其直梯进出站）。特别地，本站A口通道的直梯紧邻B口，B、C两出口亦在地下彼此相连。
|                       |                |                                |      |                |
|                       |                |                                |      |                |
| 編號                  | 指示           | 建議前往的目的地               | 图片 | 无障碍设施图片 |
| 连通 3号线站厅        |                |                                |      |                |
| 出口 · A · 升降机标志 | 工人体育场北路 | 幸福一村三巷、世茂广场         |      |                |
| 出口 · B              | 工人体育场北路 | 幸福一村三巷、世茂广场         |      | 不適用         |
| 出口 · G              | 工人体育场东路 | 工人体育场北路、北京工人体育场 |      | 不適用         |
| 出口 · H · 升降机标志 | 工人体育场东路 | 北京工人体育场                 |      |                |
| 连通 17号线站厅       |                |                                |      |                |
| 出口 · C              | 新东路         | 世茂国际中心                   |      | 不適用         |
| 出口 · D              | 工人体育场北路 | 雅秀西路                       |      | 不適用         |
| 出口 · F · 升降机标志 | 工人体育场     | 工人体育场东路                 |      |                |
| 註： 設有             |                |                                |      |                |

## 赛事期间运营

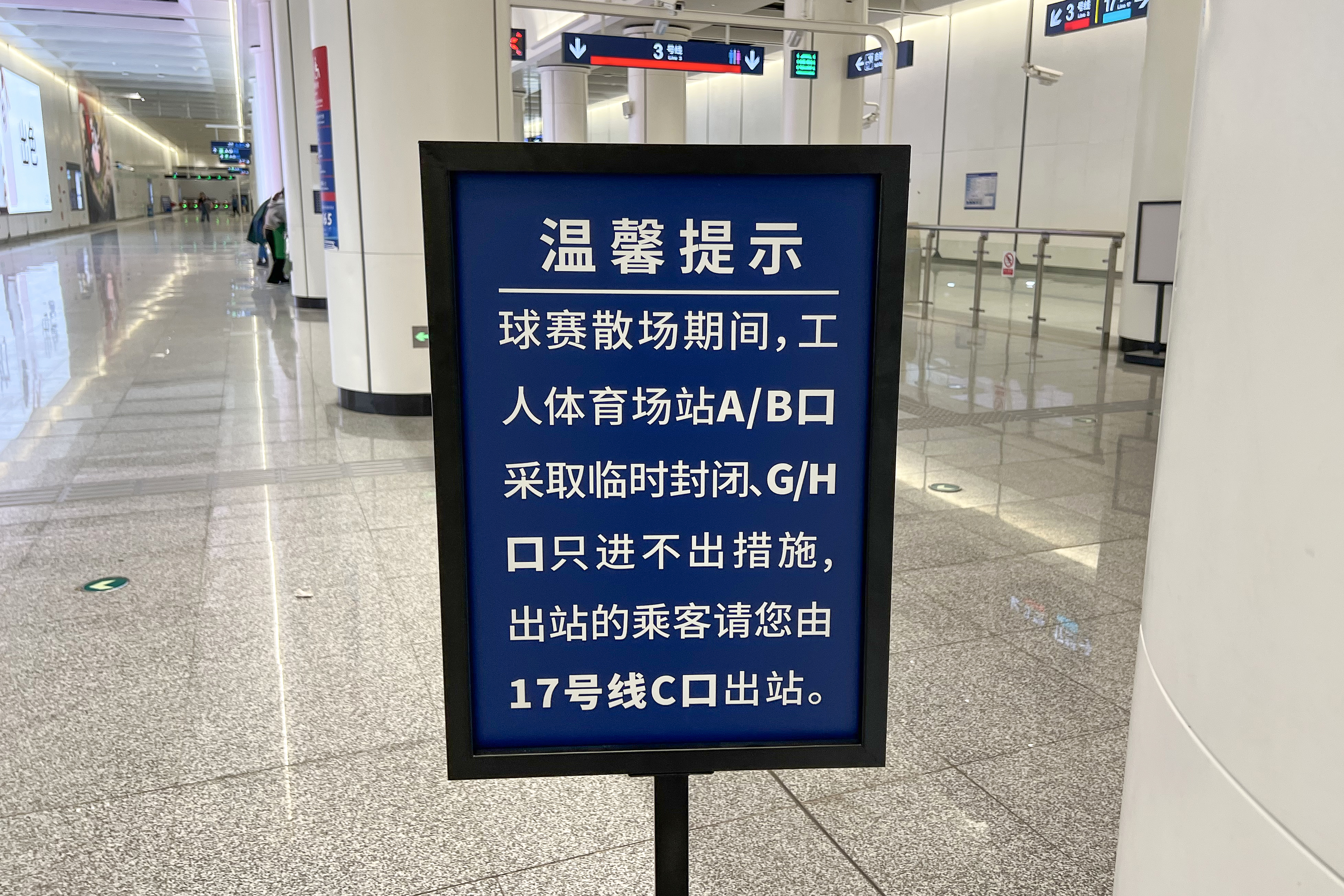
工人体育场站3号线站厅内竖立的散场期间出入口控制提示牌，该指示牌并未提及与17号线相连的D、F口，但提到了北京地铁官方2025赛季历次赛前出行提示中均未提及的H口

由于工人体育场是北京国安足球俱乐部的主场，观赛人员众多，加之17号线北段四个最重要换乘站之望京西站受限于公交枢纽一体化建设关系未能跟随17号线北段同步开通，西坝河站12号线部分和本站3号线部分均因换乘线路进度滞后延迟至2024年12月15日才能实现换乘功能，该段已开通的换乘站当时只有唯一一个换乘10号线的太阳宫站，导致17号线北段分流能力大所受限，本站在比赛日是否封站这一问题也随着2024年中国足球超级联赛的开始而成为话题。
2024年4月5日举行的北京国安2024赛季首个主场比赛亦是本站开通以来工体首场赛事，工人体育场站于当晚21时起至活动结束止临时封闭。4月9日的主场比赛，工人体育场站同样于21点结束运营。但该操作同样引来了众多市民非议，纷纷指责该措施是地铁运营公司应对大客流懒政不作为。
2024年11月2日傍晚，工人体育场站于该年中超联赛最后一轮比赛后自17时封站至19时，本站3号线部分直至2024赛季结束也未能开通。
2025年3月29日举行的国安2025赛季第一场主场比赛（2025年中超第3轮），工人体育场站在赛事散场阶段实行特殊进出站安排：G口、F口（含H口）只进不出，C口只出不进，A口、B口、D口封闭，3号线和17号线各次列车正常停靠，此后在四月份举行的主场比赛（2025年中超第5轮、第8轮、第9轮）亦实行此安排。
2025年5月10日举行的国安2025赛季主场比赛（2025年中超第12轮），工人体育场站在赛事散场阶段仅对G口、F口（含H口）实行只进不出的特殊进出站安排，此前实行特殊进出站安排的A口、B口、C口、D口则正常开放。